# 16 år
16 år är en svensk TV-serie i sex trettiominutersavsnitt från 1960 i regi av Hans Lagerkvist och Hans Alfredson.
Serien sändes i Sveriges Television mellan den 10 september och 24 december 1960. Avsnitten hette Barnet, 
Födelsedagen, Föräldrafritt, Julafton hos Björn och hans föräldrar, Poesi och Statyn. Serien har aldrig repriserats. Den var svartvit.

## Rollista
- Birgit Rosengren
- Håkan Westergren
- Sissi Kaiser
- Mats Hådell
- Jörgen Lindström
- Elof Ahrle

### Fotnoter
1. 1 2  ”16 år”. Svensk Filmdatabas. http://sfi.se/sv/svensk-filmdatabas/Item/?itemid=36557&type=MOVIE&iv=Basic&ref=/templates/SwedishFilmSearchResult.aspx?id%3d1225%26epslanguage%3dsv%26searchword%3d16+%C3%A5r%26type%3dMovieTitle%26match%3dBegin%26page%3d1%26prom%3dFalse. Läst 8 mars 2013.
2. ↑  ”16 år”. IMDb.com. http://www.imdb.com/title/tt0421280/?ref_=fn_al_tt_1. Läst 8 mars 2013.